# イヌピアック語
イヌピアック語は、イヌイット語の方言グループである。エスキモー・アレウト語族に属する。話者はイヌピアットと呼ばれる先住民族の人々であり、アラスカ州（アメリカ合衆国）北部および北西部の北極海沿岸地域に居住する。話者数は約2,100人（Krauss, 2007年）である。